# 蘇侃
蘇侃（427年—479年），字休烈，武邑人。劉宋至蕭齊官員。蘇護之孫，蘇端之子。

## 生平
劉宋時，蘇侃擔任長城令，薛安都造反，任命蘇侃爲自己的參軍。後來薛安都向北魏投降，蘇侃便回到劉宋。朝廷任命其為積射將軍。蘇侃與蕭道成結交，出任冠軍（蕭道成）錄事參軍。
元徽初年，巴西郡人李承明作亂，蕭道成推薦蘇侃慰勞軍隊，蘇侃任務完成返回都城後，朝廷授予其羽林監，加建武將軍。劉休範造反時，蘇侃擔任平南（蕭道成）錄事，領軍主，跟隨其駐守新亭。劉休範被平定後，歷任步兵校尉、綏虜將軍、山陽太守，進號龍驤將軍，擔任前軍將軍。沈攸之起兵反對蕭道成後，蘇侃歷任游擊將軍、驃騎（蕭道成）諮議，領錄事，黃門郎、太尉（蕭道成）諮議。
蘇侃因功受封新建縣侯，五百戶。蕭道成受封齊公後，蘇侃擔任黃門郎，領射聲校尉。建元元年（479年），蘇侃去世，享年五十三歲。蕭道成追贈輔國將軍、梁南秦二州刺史，諡號為質侯。其作品有與丘巨源共同撰寫的講述蕭道成事跡的著作《蕭太尉記》以及蕭道成稱帝後上奏的《聖皇瑞命記》一卷。

## 延伸阅读
[在维基数据编辑]
 《南齊書·卷28》，出自萧子显《南齊書》
 《南史·卷47》，出自李延壽《南史》